# 1 E0 m
Za lažjo primerjavo različnih redov velikosti je na tej strani nekaj dolžin in višin od 1 metra do 10 metrov.
- razdalje, krajše od 1 m

- 1 m je dolžina, enaka:
  - 39,37 palcev
  - 100 centimetrov
  - 1000 milimetrov
  - 3,28 čevljev
  - stranica kvadrata površine 1 m²
  - rob kocke površine 6 m² in prostornine 1 m³
- 1 m – valovna dolžina najvišje radijske frekvence VHF, 300 MHz
- 1,1 - 1,2 m – dolžina telesa rdečega nosatega medveda (belonosega koatija), Nasua narica
- 1,435 m – normalna osna razdalja železniškega tira
- 1,70 m – en smoot (5 čevljev 7 palcev)
- 1,83 – višina povprečno visokega moškega (6 čevljev)
- 2,77 - 3,44 m – valovna dolžina radijskega frekvenčnega podočja FM, 108 do 87 MHz
- 3,048 m (10 čevljev) – višina koša pri košarki
- 3,054 m – dolžina starega Mini Morrisa
- 3,63 m – največji razpon krila živeče ptice (klateški albatros, Diomedea exulans)
- 3,66 m – dolžina novega Minija
- 4,80 - 5,50 m – višina žirafe
- 7,5 m – približna dolžina človeškega prebavnega trakta
- 10 m – valovna dolžina najnižje radijske frekvence VHF, 30 Mhz

- razdalje, daljše od 10 metrov